# Heteristius cinctus
La miraestrellas vendada es la especie Heteristius cinctus,
 la única del género Heteristius, pez marino de la familia de los dactiloscópidos. Su nombre procede del griego ἕτερος [jéteros] ('otro, diferente') y la voz latina cinctus  [kínktus] significa 'cinta'.

## Hábitat natural
Esta especie es endémica del océano Pacífico Oriental, y se distribuye por toda la costa desde el sur de Baja California en la boca del golfo de California, en México, hasta Ecuador. No hay información suficiente sobre su estado de conservación, pero no parece que disminuyan sus poblaciones por lo que se les considera de "menor preocupación".
Esta especie bentónica habita demersal sobre sustrato arenoso y pozas, de agua marina tropical, a una profundidad entre 1 y 27 metros.

## Morfología
De cuerpo similar al resto de su familia, la longitud máxima descrita era de 4'5 cm.

## Comportamiento
Caza en los fondos de arena, donde se alimenta de pequeños peces e invertebrados.